# アレハンドロ・マヨルカス
アレハンドロ・ニコラス・マヨルカス（英語: Alejandro Nicholas Mayorkas、1959年11月24日 - ）は、アメリカ合衆国の政府高官、弁護士。キューバ系アメリカ人。2021年2月2日から2025年1月20日まで第7代国土安全保障長官を務めた。オバマ政権においても国土安全保障省に勤務し、アメリカ市民権・移民局局長 (2009年 - 2013年)及びアメリカ合衆国国土安全保障副長官 (2013年 - 2016年)を務めていた。
マヨルカスは、キューバのハバナで生まれた。キューバ革命の直後に、家族でフロリダ州に逃れ、後にカリフォルニア州に定住した。カリフォルニア大学バークレー校を優秀な成績で卒業し、その後ロヨラ・メリーマウント大学で法務博士号を取得した。卒業後、マヨルカスは連邦検事補として勤務し、ビル・クリントン大統領とジョージ・W・ブッシュ大統領の政権下でカリフォルニア州中央地区連邦地方裁判所連邦検事に任命され、著名な刑事事件の訴追を担当した。
マヨルカスは、2009年1月に就任したバラク・オバマ大統領の政権移行チームのメンバーであり、司法省の刑事部門を担当するチームを監督した。マヨルカスはオバマ大統領によりアメリカ市民権・移民局 (USCIS) の局長に任命され、2009年5月20日に上院で人事案が受理された。2009年8月7日、上院の音声投票により承認された。アメリカ市民権・移民局局長として、マヨルカスは行政効率化と財政改善に重点を置くことで市民権行政を主管し、移民制度の完全性を保護した。マヨルカスは、60日という短期間で若年移民に対する国外強制退去の延期措置 (DACA) プロセスの実施を実現した。2010年1月のハイチ地震に際して、災害孤児を救出するためのアメリカ政府の取り組みを主導するとともに、災害に伴う犯罪被害者保護の推進も主導し、初めて犯罪被害者ビザを法定の最大数まで発給する事務を遂行した。
2016年、マヨルカスはウィルマー・カトラー・ピッカリング・ヘイル・アンド・ドーア法律事務所のワシントンD.C.オフィスのパートナー弁護士に就任した。2020年11月23日、次期大統領のジョー・バイデンは、マヨルカスを内閣の国土安全保障長官に指名すると発表した。マヨルカスの指名案に対し、警察友好会や元国土安全保障長官のトム・リッジ、マイケル・チャートフ (ジョージ・W・ブッシュ政権下における長官) 、ジャネット・ナポリターノ、ジェ・ジョンソン (マヨルカス副長官時の長官) が支持を表明した。バイデンは、「これ以上の資格のある人を見つけることができなかった」と述べた。2021年2月2日、マヨルカスは上院において56対43の賛成多数で承認されたが、共和党は反対に回った。同日、カマラ・ハリス副大統領に対し就任宣誓を行った。これによりマヨルカスは、ラテンアメリカ出身の移民として、アメリカの省庁の長官に就任した最初の人物となった。

## 幼少期と教育
アレハンドロ・ニコラス・マヨルカス (愛称「アリ」) は、1959年11月24日にキューバのハバナで生まれた。彼が1歳の時、キューバ革命が成功したため、1960年に両親と妹とともに難民として、アメリカに逃れた。その後はフロリダ州マイアミに住んでいたが、ほどなくして家族でカリフォルニア州ロサンゼルスに引っ越し、そこで青年期の残りを過ごした。マヨルカスは、ビバリーヒルズで育ち、ビバリーヒルズ高校に通った。
父親のチャールズ・R・"ニッキー"・マヨルカスも、キューバ生まれであった。彼はセファルディム (旧オスマン帝国支配地域で現在のトルコとギリシャ) とアシュケナジム (ポーランド出自)の血を引くユダヤ系キューバ人であった。ハバナ郊外にスチールウール工場を所有し、運営していた。アメリカに亡命後、"ニッキー"・マヨルカスはダートマス大学で経済学を学んでいる。
母親のアニタ (ガボール) は、ユダヤ系ローマ人で、その家族はホロコーストから逃れるために、家族で1940年代にキューバに逃れていた。キューバ革命は、母親が故郷とした国から逃げることを余儀なくされる、2回目の経験となった。
マヨルカスは、1981年にカリフォルニア大学バークレー校を優秀な成績で卒業し、文学の教養学士号を取得した。1985年には、ロヨラ・メリーマウント大学で法務博士号を取得した。

## 連邦検事補
民間の法律事務所で訴訟助手として3年間勤務した後、マヨルカスは1989年にカリフォルニア州中央地区連邦地方裁判所の連邦検事補となった。マヨルカスは幅広い連邦犯罪の起訴を担当し、特に脱税や資金洗浄を含むホワイトカラー犯罪に力を入れた。マヨルカスが成功させた起訴の中には、当時アメリカ最大の資金洗浄事件に対するポーラーキャップ作戦も含まれていた。被疑者のハイジ・フライスは裁判で、連邦に対する陰謀罪、税金詐欺罪、資金洗浄被疑で有罪判決を受けた。また高齢者を標的にした2つの最大級のテレマーケティング詐欺の訴追にも成功し、それぞれ医療詐欺と保険金詐欺の陰謀で訴追した。
その後、マヨルカスは、南カリフォルニアのテレマーケティング詐欺作業部会の調整官を務め、カリフォルニア州中央地区全体でテレマーケティング詐欺に積極的に対処していくために、連邦、州、地方の法執行機関及び規制当局の調整を監督した。
1996年から1998年まで、マヨルカスは、カリフォルニア州中央地区の通常犯罪課長を務め、刑事部門における全ての新任連邦検事補の訓練と裁判業務を監督した。またマヨルカスは、ルイス・フリーFBI長官を筆頭とする連邦法執行機関から、ポーラーキャップ作戦の訴追に成功したことにより多くの表彰を受けた。

## 連邦検事
1998年、マヨルカスはダイアン・ファインスタイン上院議員の推薦を受けて、ビル・クリントン大統領からカリフォルニア州中央地区連邦地方裁判所連邦検事に任命され、国内最年少の連邦検事となった。1998年12月21日に任命された。
マヨルカスは、死刑手続きを伴うメキシカン・マフィアの起訴、ロサンゼルス・ユダヤ人コミュニティセンター銃撃事件の被疑者であるビュフォード・O・ファロー・ジュニアの起訴、海外での賄賂の支払いに対するリットン・インダストリーズの起訴、RICO法に基づく暴力的なエイティーンス・ストリート・ギャングの排除など、注目を浴びる刑事事件の訴追を担当した。
2000年後半、マヨルカスは、ロサンゼルスの裕福な実業家の息子である麻薬密売人カルロス・ヴィニャーリの行政恩赦を得るために活躍した多くのカリフォルニア州当局の1人に名を連ねた。2001年1月の任期最終日にクリントンはヴィニャーリに対する15年の懲役刑を減刑する恩赦を行ったが、これは物議を醸す決定となった。

## 民間の弁護士へ
2001年9月、マヨルカスは訴訟パートナーとしてオメルヴェニー・アンド・マイヤーズに入社した。2008年、ナショナル・ロー・ジャーナルは、マヨルカスを「アメリカで最も影響力があるマイノリティ弁護士50人」に選出した。
2008年11月にバラク・オバマが次期大統領に選出されると、マヨルカスは大統領就任式に先立つ政権移行チームのメンバーに選ばれた。そこでマヨルカスは、司法省の刑事部門を担当するチームを監督した。

## アメリカ市民権・移民局局長
2009年、マヨルカスはオバマ大統領からアメリカ市民権・移民局 (USCIS) の局長に任命された。2009年5月20日に指名案は上院に受理され、2009年8月7日に上院における音声投票により承認された。アメリカ市民権・移民局局長として、マヨルカスは行政効率化と財政改善に重点を置くことで市民権行政を主管し、移民制度の完全性を保護した。またマヨルカスは、60日という短期間で若年移民に対する国外強制退去の延期措置 (DACA) プロセスの実施を実現した。2010年1月のハイチ地震に際して、災害孤児を救出するためのアメリカ政府の取り組みを主導するとともに、災害に伴う犯罪被害者保護の推進も主導し、初めて犯罪被害者ビザを法定の最大数まで発給する事務を遂行した。
これらのアメリカ市民権・移民局局長としての功績により、マヨルカスは、イリノイ移民・難民権利連合、ロサンゼルス人道的移民権利連合、メキシコ系アメリカ人法的弁護・教育基金から表彰を受けている。
2015年、国土安全保障省監察官 (DHS IG) は報告書の中で、アメリカでの雇用を創出する事業に50万ドルを投資た外国人投資家に合法的に永住権 (グリーンカード) を発行するという移民投資家プログラムに対するマヨルカスの監督を批判した。2013年に開始した調査の集大成となった国土安全保障省監察官報告書は、政治的に結びついた企業が、そのプログラムの下で特別な扱いを受けたという申し立てに焦点を当てて作成された。特にラスベガスのサハラ・ラスベガスが運営するカジノとホテル、当時の上院多数党院内総務ハリー・リードと、元民主党全国委員会委員長テリー・マコーリフが主導し、トニー・ロダムが運営に関与していた電気自動車会社を中心としていた。報告書は、「通常の手続きの外における、特定の事項に関するマヨルカスの外部利害関係者との意思疎通は、利益の裁定における公平性と平等性を保証するために規制枠組みから逸脱した有利な行動となり、優遇主義と行政への特別なアクセス権の出現を許した。」と結論付けた。カジノプログラムに関与した個人に対する承認からの「間髪を入れない調査」は、「資金源に対する疑義を晴らすことができない。」として、アメリカ市民権・移民局分析官から報告書に対する反対の声が上がったため、物議を醸すこととなった。

## 国土保障副長官
2013年6月にオバマ大統領によってアメリカ合衆国国土安全保障副長官に指名されたマヨルカスは、上院の党派を超えた承認を得て、2014年12月20日に就任した。
国土安全保障省監察官報告書が、3件の外国人投資家ビザ申請者の審査を迅速化するためにアメリカ市民権・移民局局長としてマヨルカスが介入したことを報告した直後であったため、論争を巻き起こし、上院における承認を遅らせた。監察官報告書は、マヨルカスは法律に違反していないが、特定の人物を贔屓したことを明らかにしていた。2015年5月の下院国土安全保障委員会の証言でマヨルカスは、報告書が自らの介入と贔屓の印象を作り出したことに遺憾の意を表明した。マヨルカスは、「私は誤りを放置せず、仮に誤りあったときは正しく決定されることを確実にするために助言をした。それ以上でもそれ以下でもない。」と述べ、あくまでも自らの関与は、申請が法律に従って処理されることを確実にするという動機によるものであったと弁明した。
副長官としてマヨルカスは、2014年の西アフリカエボラ出血熱流行とアメリカ大陸におけるジカ熱の流行に対する国土安全保障省の対応を主導した。また彼はコンピュータセキュリティにも焦点を当て、コンピュータセキュリティに関するイスラエルと中国との国土安全保障省の交渉を主導した。2015年に中国政府と結ばれた画期的な合意により、知的財産権の窃盗を狙ったアメリカ企業に対する中国のサイバー攻撃が短期間ながらも減少した。マヨルカスは、キューバの雪解けによりアメリカとの国交が正常化したキューバに、オバマ政権の代表団の団長として訪れた。そこでは港湾、貨物の安全保障、アメリカとキューバとの間の旅行についてキューバ政府と交渉が行われた。
マヨルカスは、また同省の対テロ作戦とサイバー犯罪対策に関する官民パートナーシップや反ユダヤ主義との戦いにも尽力した。マヨルカスは在任中、バージニア州フェアファックスの国土安全保障省サイバー犯罪センターを大幅に拡張し、児童搾取、コンピューターハッキング、知的財産の窃盗に至るまで、様々なサイバー犯罪対策についての同省の取り組みを支援した。マヨルカスは、管理上の課題に対し、会計検査院が発表するリストのうちでも、国土安全保障省が「高リスクリスト」に掲載されたことに対処する取り組みにも関与した 。マヨルカスは、ジェ・ジョンソン長官とともに、オバマ政権以前からの長年の課題となっていた国土安全保障省職員の士気の低さを認め、向上させるための取り組みを推進した。

## 民間の弁護士への復帰 (2017年 - 2020年)
2016年10月、マヨルカスは法律事務所のウィルマー・カトラー・ピッカリング・ヘイル・アンド・ドーアに入社し、ワシントンD.C.オフィスのパートナー弁護士に就任した。

## 国土安全保障長官

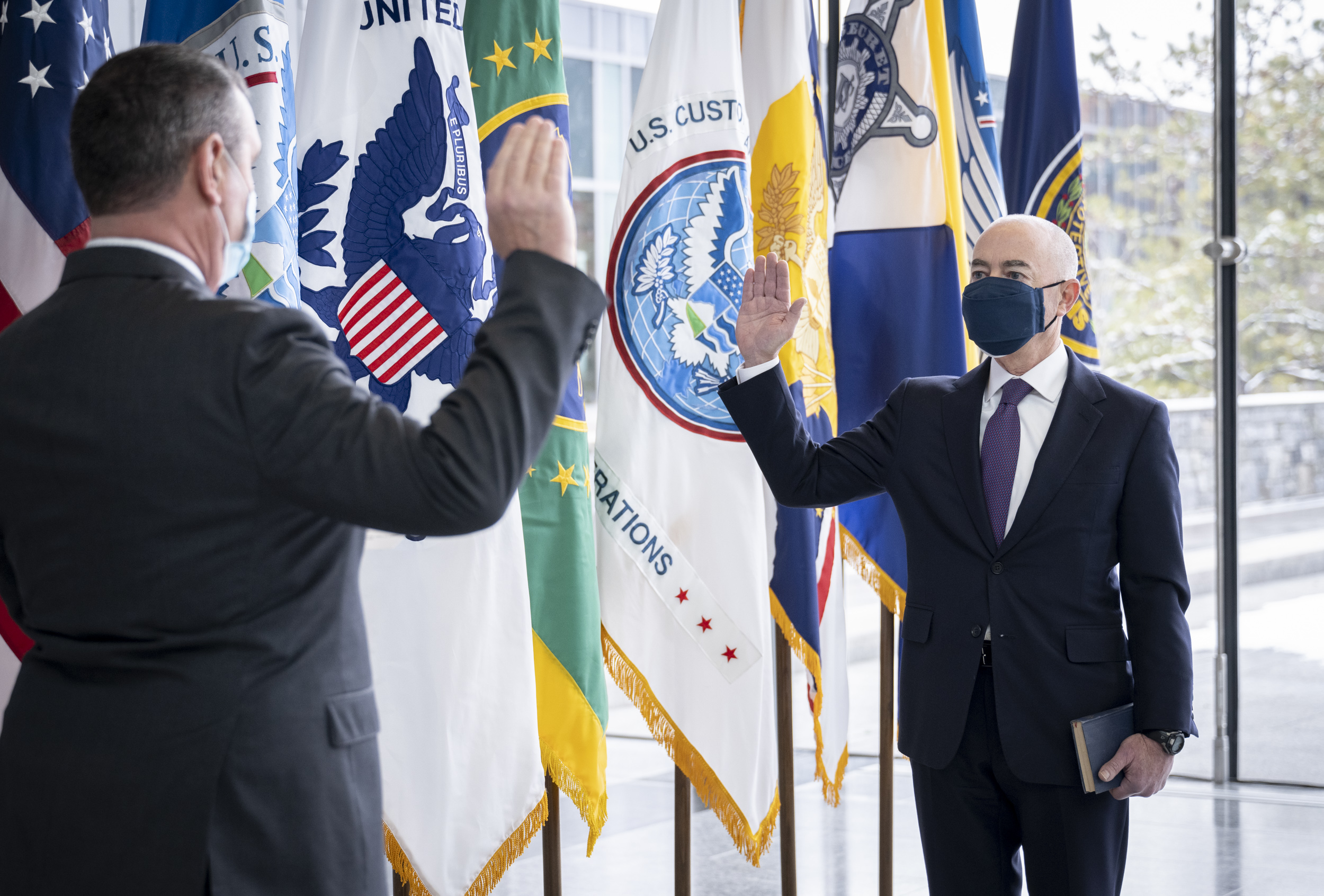
国土安全保障長官への就任宣誓を行うマヨルカス (2021年2月2日)。

### 指名・上院承認
2020年11月23日、ジョー・バイデン次期大統領は、マヨルカスを国土安全保障長官に指名する意向だと発表した。マヨルカスの就任に対し、警察友好会や元国土安全保障長官のトム・リッジ、マイケル・チャートフ (ジョージ・W・ブッシュ政権下における長官) 、ジャネット・ナポリターノ、ジェ・ジョンソン (バラク・オバマ政権下における長官) が支持を表明した。またバイデンは、「これ以上の有能な人物を見つけることができなかった。」と述べた。
ほとんどの共和党上院議員が反対を表明した。共和党の下院議員であるジョシュ・ホーリーも、上院における承認を遅延させた。更に上院少数党院内総務のミッチ・マコーネル上院議員は、党員集会において人事案に反対票を投じるように促した。最終的には56対43の賛成多数で承認された。共和党上院議員のシェリー・ムーア・カピト、ロブ・ポートマン、スーザン・コリンズ、ミット・ロムニー、リーサ・マーカウスキー、ダン・サリバンは、民主党とともにマヨルカスの人事案に賛成票を投じた。

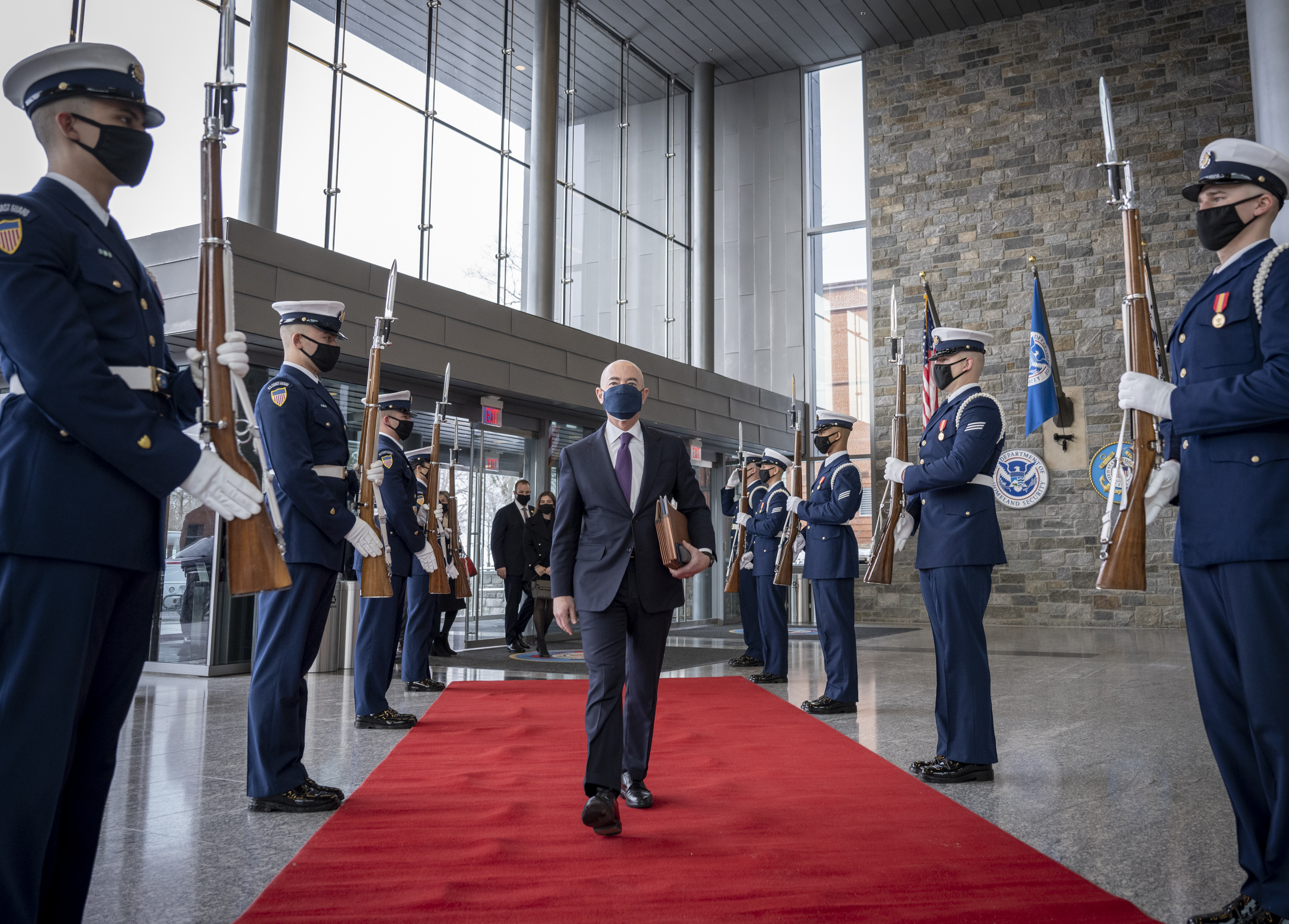
就任宣誓後、国土安全保障長官として国土安全保障省本部に登庁するマヨルカス。

### 就任後
マヨルカスは、2021年2月2日にカマラ・ハリス副大統領に対し就任宣誓を行った。
マヨルカスは就任直後に、アメリカ＝メキシコ国境の検問所を強化した。2021年6月に確認された移民の月間人数は、18万8,800人に達した。これは10年ぶりの高水準である。
2021年10月19日、マヨルカスは海外渡航前の手続きとして実施されたCOVID-19の検査で陽性となった。その時点では軽症であった。しかし、これによりコロンビアのボゴタ訪問が取りやめとなった。2021年11月16日に、再スケジュールされていた上院公聴会の再々スケジュールを余儀なくされるなど、長官としてのスケジュールに混乱を生じさせた。
2022年4月27日、下院歳出委員会の国土安全保障小委員会で証言したマヨルカスは、バイデン政権が、フェイクニュースに対抗するために国土安全保障省と長期スパンにわたる取り組みを実施するために、「ガイドライン、基準、対抗策を開発する」ことを表明し、同省に対し「フェイクニュース作業部会」の設置を指示することを確認した。
2024年1月に下院で行われた公聴会で、共和党はマヨルカスが移民政策を実行することを怠ったこと、また南部メキシコとの国境が安全かという点で虚偽の証言をしたと告発し弾劾訴追案を提出。可決には過半数の賛成が必要だったが、2月6日に行われた採決では民主党は全員が反対に回り、共和党からも4人が反対に回ったため賛成214票、反対216票という2票差で弾劾訴追案は否決された。しかし13日に行われた2回目の採決では賛成213票、反対214票の1票差で可決された。閣僚が弾劾訴追を可決されたのは史上2人目、約150年ぶりの出来事であった。上院には移民法執行拒否、議会虚偽証言による弾劾訴追案2件が送られたが、棄却とする動議がいずれも4月17日に民主党の賛成多数で可決され、弾劾訴追の手続きは終了した。
2024年7月13日に発生したドナルド・トランプ暗殺未遂事件に対しては、本来起こり得ない事件であり、それが起きたということは失敗を意味するとCNNに対して認め、再発防止の勧告と調査結果の報告を行なうと述べた。

## 私生活
マヨルカスと妻ターニャには、ジゼルとアメリアという2人の娘がいる。またマヨルカスには、ランナーの一面もあり、他にもテニスやスカッシュを嗜んでる。